# 杉岡みどり
杉岡 みどり（すぎおか みどり、1971年11月19日 - ）は、日本のピン芸人。
大阪府大阪市出身。吉本興業所属。吉本総合芸能学院(NSC)大阪校の9期生で、ナインティナインや宮川大輔、ほっしゃん。、矢野・兵動などと同期生である。
デビュー当時から女性芸人の中ではトップクラスの可愛いビジュアルで、男性からの人気が高かった。
シュールなネタで、業界人や芸人などの評価も高かった。

## 経歴
1991年、漫画トリオの初代横山フックの娘で若井小づえ・みどりのみどりの弟子の豊間若葉と女性お笑いコンビ「葉緑体」を結成。
コンビ時代からピン芸人として活動していたが、コンビ解散後は本格的にピン芸人活動を始める。
1990年代前半には関西ローカルの番組などを中心にメディアの露出も多かったが、心斎橋筋2丁目劇場が閉館した辺りから主な活動をライブや放送作家に移す。
一時期、石野桜子・ガブリエル三谷と共にユニット「オナゴン」を結成し、ライブを定期的に開催していた。
現在もソロライブを中心に芸人活動を続けており、マニアックな芸風に魅せられた固定ファンの支持は厚い。また、R-1ぐらんぷりには毎年参加しており、第1回・第2回・第4回大会では準決勝まで進出している。
ライブ以外の活動としては、マネキンドラマ『オー!マイキー』の脚本も手がけていたり、インターネットTVでレギュラー出演したりしている。
好角家でもあり、大阪場所の売店で働くなど実際に大相撲に縁がある。2000年代半ばから後半頃に相撲を見始めた。ある時、たまたま相撲中継で朝青龍が土俵の角で集中する姿や高見盛が気合い入れのパフォーマンスをしているのを見て「これはただ事じゃないな」と思ったという。それからツイッターを見たら顔文字が浮かぶようになり、力士の胸や塩を投げる姿、力士が落ちた時の足の形などを顔文字で表現するようになり、2017年7月場所前の時点では思考に顔文字フィルターを持ちながら相撲を見ているという。同じ2017年7月場所前の時点で、力士のグッズを自作するようになったという。
現在「翠光」というペンネームで構成作家としても活動しており、『ごきげん!ブランニュ』等の製作に関わっている。
2014年12月、第7回上方落語台本募集佳作受賞「ザリガニ」。
2019年7月、西中島きなこ＋吉田靖直の楽曲「ウォシュレットイットビー」のMVに出演。